# 유승렬 (1893년)
유승렬(한국 한자: 劉升烈, 1893년 3월 9일~1958년 5월 18일)은 일제강점기의 군인이었었던, 대한민국의 군인이자 정치인이었다. 창씨명(일본식 이름)은 에모토 니에쯔(江本 烈)이고, 본관은 강릉(江陵)이다.
그는 조선의 충청도 공주군(지금의 대한민국의 충청남도 공주시) 출신으로, 대한제국 시대에는 관비 유학생으로 선발되어 일본에 유학했다. 그 이후 신태영, 이응준, 홍사익 등과 함께 육군중앙유년학교에 진학했다. 1914년에 일본 육군사관학교를 제26기로 졸업하고 일본군 장교로 임관했다.
유승렬은 조선군사령부에 근무를 하면서 일본군 보병 대좌에 올랐다. 현재의 서울 용산구에 있던 조선 주재 일제 육군 제79연대에서 복무했으며, 1934년을 기준으로 종6위 훈5등에 서위되어 있었다.
대한민국 국군 창설 후인 1949년에 군 경력자로 다시 육군에 입대하였다. 육군사관학교 제8기 특별과정을 거쳐 대한민국 육군 장교가 되었고, 일본육사 후배인 아들 유재흥과 함께 복무했다. 한국 전쟁 발발 전 육군 제102여단장과 육군 제2사단장(1949년 5월 12일~), 육군 제1사단장, 육군 제3사단장(1950년 4월 22일~)을 역임했다.
한국 전쟁 때는 육군 대령으로 참전하였다. 전쟁 발발 직후 조선인민군이 낙동강 북쪽을 점령했을 때, 경상남도 지역을 담당하는 경남지구 계엄사령관에 임명되었다. 이후 임시 수도가 있는 경상남도 부산시의 육군 부산지구 계엄사령관으로 모병 업무를 주관했다.
1954년 손원일 당시 국방부 장관의 비서실 특별보좌관을 지내다가 같은 해에 대한민국 육군 소장으로 예편, 이후 국방부 공보관을 1956년까지 두햇동안 지냈고, 1957년 8월 18일 중순경부터는 만성 당뇨증과 만성 폐렴으로 투병하다가 이듬해 1958년 5월 18일에 향년 66세로 사망하였다.

## 사후
1968년 5월 18일, 서울 마포의 개신교 광탄교회(改新敎 光灘敎會)에서는, 그의 10주기를 추념(追念)키도 하였다.
2008년 민족문제연구소가 발표한 친일인명사전 수록예정자 명단 중 군 부문에 아들 유재흥과 함께 선정되었다.

## 학력
- 일본 육군중앙유년학교 졸업
- 일본 육군사관학교 26기 졸업
- 대한민국 육군사관학교 특8기 졸업
- 대한민국 육군보병학교 졸업

## 가족 관계
- 본인 : 유승렬(劉升烈, 1893년생~1958년졸)
- 부인 : 정열(鄭列, 1899년생~1983년졸)[8]
  - 첫째 아들 : 유한엽(劉漢燁, 1917년생~1948년졸)[9]
  - 둘째 아들 : 유재흥(劉載興, 1921년생~2011년졸)
  - 외동 딸 : 유대자(劉代子, 1928년생~2006년졸)[10]
  - 막내 아들 : 유광웅(劉廣雄, 1935년생~2016년졸)[11]

## 같이 보기
- 일본육군사관학교
- 유재흥

## 참고 자료
- “軍部에 잇는 朝鮮人士官”. 《삼천리》 제6권 (제9호). 1934년 9월.